# The Bootlegger
Pour plus de détails, voir Fiche technique et Distribution.
The Bootlegger est un film muet américain réalisé par Francis Boggs et Hobart Bosworth et sorti en 1911.

## Fiche technique
- Réalisation : Francis Boggs, Hobart Bosworth
- Scénario : Francis Boggs
- Producteur : William Selig
- Société de production : Selig Polyscope Company
- Société de distribution : Selig Polyscope Company
- Pays d'origine :  États-Unis
- Langue : film muet avec les intertitres en anglais
- Format : Noir et blanc — 35 mm — 1,33:1 — Muet
- Dates de sortie : 
  -  États-Unis : 14 novembre 1911

## Distribution
- Frank Richardson
- Fred Huntley
- Tom Santschi
- George Hernandez
- Eugenie Besserer
- Betty Harte
- Leo Pierson